# Jason Christie
Jason Christie (Ashburton, 22 dicembre 1990) è un ciclista su strada neozelandese, professionista dal 2010. In carriera ha vinto due volte i campionati nazionali in linea (2016 e 2018); tuttavia è famoso per essere stato il primo Numero 1 nell'allora neoistituito UCI World Ranking.

## Palmarès
- 2013 (OCBC Singapore, una vittoria)

3ª tappa New Zealand Cycle Classic (Palmerston North > Palmerston North)
1ª tappa Banyuwangi Tour de Ijen (Banyuwangi > Banyuwangi)
- 2015 (Avanti Racing, due vittorie)

1ª tappa New Zealand Cycle Classic (Palmerston North > Palmerston North)
Tour de Okinawa
- 2016 (Kenyan Riders, tre vittorie)

Campionati neozelandesi, Prova in linea
3ª tappa Banyuwangi Tour de Ijen (Banyuwangi > Banyuwangi)
1ª tappa Tour de Flores (Larantuka > Maumere)
- 2018 (individuale, una vittoria)

Campionati neozelandesi, Prova in linea